# Рот, Константин Иванович
Константин Иванович Рот (1821—1885) — русский военный деятель и педагог, генерал-лейтенант.

## Биография
В службу вступил в 1841 году после окончания Михайловского артиллерийского училища произведён в прапорщики гвардейской артиллерии и оставлен при училище. В 1843 году после окончания Офицерских классов был выпущен в 19-ю конную батарею.
В 1849 году произведён в штабс-капитаны с назначением адъютантом к инспектору артиллерии,  принимал участие в Венгерской компании. За храбрость в эту компанию был награждён орденом Святой Анны 3-й степени с мечами и бантом. В 1855 году произведён в капитаны гвардейской конной артиллерии.
В 1856 году произведён в полковники с назначением состоять штаб-офицером для особых поручений при Штабе генерал-фельдцейхмейстера. 
В 1863 году произведён в генерал-майоры с назначением генералом для особых поручений при начальнике Главного артиллерийского управления. С 1867 года начальник Строительного комитета ГАУ.
С 1871 года был назначен совещательным членом ГАУ и одновременно начальником Михайловской артиллерийской академии и училища. В 1872 году произведён в генерал-лейтенанты с назначением постоянным членом Артиллерийского комитета Главного артиллерийского управления. С 1881 года назначен почётным членом Конференции Михайловской Артиллерийской академии.
С 1882 года почётный опекун Опекунского совета Учреждений императрицы Марии Фёдоровны.  В 1883 году награждён орденом Святого Александра Невского.

## Награды
Награды
- Орден Святой Анны 3-й степени с мечами и бантом (1849)
- Орден Святого Владимира 3-й степени  (1866)
- Орден Святого Станислава 1-й степени (1869)
- Орден Святой Анны 1-й степени  (1871)
- Орден Святого Владимира 2-й степени  (1874)
- Орден Белого орла  (1878)
- Орден Святого Александра Невского  (ВП 15.05.1883)